# Основная теорема алгебры
Основна́я теоре́ма а́лгебры — утверждение о том, что поле комплексных чисел алгебраически замкнуто, то есть что всякий отличный от константы многочлен (от одной переменной) с комплексными коэффициентами имеет по крайней мере один корень в поле комплексных чисел. Утверждение справедливо и для многочленов с вещественными коэффициентами, так как всякое вещественное число является комплексным с нулевой мнимой частью.
Не существует строго алгебраического доказательства теоремы — все имеющиеся доказательства привлекают неалгебраические концепции вроде полноты множества вещественных чисел или топологии комплексной плоскости. К тому же теорема не является «основной» в современной алгебре — она получила это название во времена, когда основным направлением алгебры был поиск решений алгебраических уравнений.

## Доказательство
Самое простое доказательство этой теоремы даётся методами комплексного анализа. Используется тот факт (теорема Лиувилля), что ограниченная функция, аналитическая на всей комплексной плоскости (целая функция) и не имеющая особенностей на бесконечности, — константа. Поэтому функция {\displaystyle 1/p(z)}, где {\displaystyle p(z)} — многочлен, не сводящийся к константе, должна иметь хоть один полюс на комплексной плоскости, а, соответственно, многочлен {\displaystyle p(z)} имеет хотя бы один корень.

## Следствие
Прямым следствием из теоремы является то, что любой многочлен степени {\displaystyle n} над полем комплексных чисел имеет в нём ровно {\displaystyle n} корней, с учётом их кратности.
Другими словами, алгебраическое замыкание поля действительных чисел есть поле комплексных чисел.

### Доказательство следствия
Случай {\displaystyle n=0} очевиден, поэтому сразу переходим к случаю {\displaystyle n>0}. У данного многочлена {\displaystyle f(x)} тогда есть корень {\displaystyle a}, что по определению корня многочлена (в школьной математике обычно ссылаются на теорему Безу, чтобы отождествлять определения многочлена и соответствующего уравнения {\displaystyle f(x)=0}), означает представи́мость в виде {\displaystyle (x-a)g(x)}, где {\displaystyle g(x)} — некоторый многочлен, степень которого на 1 меньше степени {\displaystyle f(x),} и у него по основной теореме алгебры тоже будет хотя бы один корень, который может не равняться {\displaystyle a,} а может и совпасть с {\displaystyle a} (в последнем случае корень {\displaystyle a} окажется кратным). Приме́ним теорему Безу к {\displaystyle g(x)} и будем индуктивно использовать её таким же образом до тех пор, пока на месте {\displaystyle g(x)} не окажется многочлен первой степени.

## История
История теоремы впервые получает развитие у немецкого математика Петера Рота (?—1617). В своём трактате «Arithmetica Philosophica» (1608) он высказал предположение о том, что многочлен степени {\displaystyle n} не может иметь более {\displaystyle n} корней. Более смелую формулировку дал Альбер Жирар в труде «Новое открытие в алгебре» (1629): уравнение степени {\displaystyle n} должно иметь ровно {\displaystyle n} корней, действительных (включая отрицательные) или «воображаемых» (последний термин обозначал комплексные невещественные корни, пользу от которых Жирар особо оговорил). Однако Жирар сделал оговорку: эта теорема может быть неверна, если уравнение «неполное», то есть некоторые коэффициенты равны нулю. Взгляды Рота и Жирара опередили своё время и широкой известности не получили.
Декарт в труде «Геометрия» (1637) использовал следующую формулировку: «Всякое уравнение может иметь столько же различных корней, или же значений неизвестной величины, сколько последняя имеет измерений»; далее он тоже делает оговорку: «хотя всегда можно вообразить себе столько корней, сколько я сказал, но иногда не существует ни одной величины, которая соответствует этим воображаемым корням».
Маклорен и Эйлер уточнили формулировку теоремы, придав ей форму, эквивалентную современной: всякий многочлен с вещественными коэффициентами можно разложить в произведение линейных и квадратичных множителей с вещественными коэффициентами. Д’Аламбер первым в 1746 году представил доказательство этой теоремы, которое было опубликовано в 1748 году; оно, однако, основывалось на лемме, доказанной только в 1851 году, причём доказанной с использованием основной теоремы алгебры. В 1749 году было представлено, а в 1751 году — опубликовано доказательство Эйлера, при этом работал он над данной проблемой почти в то же время, что и Д’Аламбер. Также во второй половине XVIII века появляются доказательства Лагранжа (1772), Лапласа (1795) и других. Все эти доказательства тоже опирались на недоказанные предположения — например, Эйлер считал очевидным, что вещественный многочлен нечётной степени непременно имеет вещественный корень, а Лаплас предположил без доказательства, что все корни многочлена либо вещественные, либо комплексные невещественные.
Гаусс в 1799 году дал своё доказательство, однако использовал то же предположение, что и Эйлер; впоследствии он не раз возвращался к этой теме и дал ещё три доказательства, основанные на различных идеях, однако всегда привлекающие средства неалгебраического характера. Первое полное и строгое доказательство было представлено Жаном Арганом в 1814 году; в 1816 году строгое доказательство опубликовал и Гаусс.
В 2007 году Джозеф Шипман показал, что любое поле, в котором многочлены простой степени имеют корни, алгебраически замкнуто.